# Bun Venit în Wayne
Bun Venit în Wayne (în engleză Welcome to the Wayne) este un serial animat creat în 2017 de Billy Lopez. Muzica serialului a fost achiziționată de Ego Plum. În Statele Unite, serialul a avut premiera pe 24 iulie 2017 pe Nickelodeon. În România, serialul a avut premiera pe 1 aprilie 2019 pe Nicktoons.

## Personaje
Saraline: O fată din echipa Timbers de 7 ani. Are ca armă un cârlig de luptă.

## Episoade
| N/o       | Titlu englez                                   | Titlu român                                                | Premiera originală   | Premiera în România |  |
| --------- | ---------------------------------------------- | ---------------------------------------------------------- | -------------------- | ------------------- |  |
|           |                                                |                                                            |                      |                     |  |
| SEZONUL 1 |                                                |                                                            |                      |                     |  |
|           |                                                |                                                            |                      |                     |  |
| 01        | Rise and Shine Sleepyhead                      | Ridică-te și strălucește, Somnorilă !                      | 2017. július 24.     | 2019. április 6.    |  |
| 02        | Like a Happy, Happy Bird                       | Ca o pasăre, o preafericită pasăre                         | 2017. július 25.     | 2019. április 9.    |  |
| 03        | Mail Those Cards, Boys!                        | Livrați acele carduri, băieți !                            | 2017. július 26.     | 2019. április 6.    |  |
| 04        | Today Was Wassome                              | Azi a fost fantastic                                       | 2017. július 27.     | 2019. április 7.    |  |
| 05        | Some Kind of Tap-Dancing, Beekeeping Whaler    | -                                                          | 2017. július 28.     | 2019. április 6.    |  |
| 06        | Like No Other Market on Earth                  | Un magazin cum nu e altul pe pământ                        | 2017. szeptember 18. | 2019. április 1.    |  |
| 07        | Beeping the Binklemobile                       | Claxonul de Binklemobil                                    | 2017. szeptember 19. | 2019. április 2.    |  |
| 08        | Spacefish                                      | Peștele spațial                                            | 2017. szeptember 20. | 2019. április 3.    |  |
| 09        | A Pair of Normas                               | Paranormali                                                | 2017. szeptember 21. | 2019. április 4.    |  |
| 10        | It's the Mid-Season Finale                     | Finala de la mijlocul sezonului                            | 2018. október 15.    | 2019. április 5.    |  |
| 11        | Hit It, Toofus!                                | Dă-i drumul, Toofus !                                      | 2018. október 16.    | 2019. április 1.    |  |
| 12        | Wall-to-Wall Ping-Pong Ball                    | Săritura Ping-Pong                                         | 2018. október 17.    | 2019. április 1.    |  |
| 13        | Swap Shop Hop & Bop                            | Magazinul de dansuri și sărituri, schimburi și cumpărături | 2018. október 18.    | 2019. április 2.    |  |
| 14        | 8:08:08                                        | 8:08:08                                                    | 2018. október 19.    | 2019. április 2.    |  |
| 15        | Flutch                                         | Scurși                                                     | 2018. október 22.    | 2019. április 3.    |  |
| 16        | What's For Linner?                             | Ce avem la Linner ?                                        | 2018. október 23.    | 2019. április 3.    |  |
| 17        | Leave the Funny, Find the Bunny                | Lasă hazul, iepurele e necazul                             | 2018. október 24.    | 2019. április 2.    |  |
| 18        | Gimble in the Wabe                             | -                                                          | 2018. október 25.    | 2019. április 3.    |  |
| 19        | Keep an Eye on the Nose                        | Fiți cu ochii pe nas                                       | 2018. október 26.    | 2019. április 4.    |  |
| 20        | So This Is Glamsterdam                         | Deci acesta e Glamsterdam                                  | 2018. október 26.    | 2019. április 5.    |  |
|           |                                                |                                                            |                      |                     |  |
| SEZONUL 2 |                                                |                                                            |                      |                     |  |
|           |                                                |                                                            |                      |                     |  |
| 21        | We're Gonna Need a Bigger Cup                  | -                                                          | 3 mai 2019           | 2019. április 8.    |  |
| 22        | Welcome to the Wassermans'                     | -                                                          | 3 mai 2019           | 2019. április 8.    |  |
| 23        | An Olly-Day Miracle!                           | -                                                          | 10 mai 2019          | 2019. április 9.    |  |
| 24        | That's Squidjit Bowling                        | -                                                          | 10 mai 2019          | 2019. április 9.    |  |
| 25        | We're the Wayniacs                             | -                                                          | 17 mai 2019          | 2019. április 10.   |  |
| 26        | Curious Brains of the Wayne                    | Creierul curios din Wayne                                  | 17 mai 2019          | 2019. április 10.   |  |
| 27        | Wiles Styles You Ove                           | -                                                          | 24 mai 2019          | 2019. április 11.   |  |
| 28        | The Best Buddy I Never Had                     | -                                                          | 24 mai 2019          | 2019. április 11.   |  |
| 29        | Some Sort of Bad Luck Curse                    | -                                                          | 31 mai 2019          | 2019. április 12.   |  |
| 30        | Whoever Controls the Wayne, Controls the World | -                                                          | 31 mai 2019          | 2019. április 12.   |  |